# Поповский сельский совет (Харьковская область)
Поповский сельский совет — входит в состав Красноградского района Харьковской области Украины.
Административный центр сельского совета находится в селе Поповка.

## История
- 1992 — дата образования.

## Населённые пункты совета
- село Поповка
- село Вольное
- село Маховик
- село Новопавловка
- село Раздолье
- село Ясная Поляна